# U.S. Route 97
U.S Route 97 (också kallad U.S. Highway 97 eller med förkortningen  US 97) är en amerikansk landsväg i USA.